# Nordens Liberale og Radikale Ungdom
Nordens Liberale og Radikale Ungdomsforbund (NRLU) er en nordisk paraplyorganisation af liberale og radikale (socialliberale) ungdomsorganisationer.
Fra Danmark er Venstres Ungdom og Radikal Ungdom medlemmer, ligesom norske Unge Venstre er det. Fra Sverige er Liberala Ungdomsförbundet medlem.

## Medlemmer
| Land    | Ungdomsorganisation           | Moderparti              |
| ------- | ----------------------------- | ----------------------- |
| Danmark | Radikal Ungdom                | Radikale Venstre        |
| Danmark | Venstres Ungdom               | Venstre                 |
| Norge   | Unge Venstre                  | Venstre                 |
| Sverige | Centerpartiets Ungdomsförbund | Centerpartiet           |
| Sverige | Liberala Ungdomsförbundet     | Folkpartiet liberalerna |